# Фегезак
Фегезак (нем. von Vegesach) — дворянский род.

## Происхождение и история рода
Представители этого рода в 1485 году приехали в Ревель из Вестфалии и поселились изначально в Ревеле, затем Дерпте и Риге. С самого начала они принадлежали к городской знати, а в конце XVIII века отдельные линии стали переселяться в свои сельские владения. Альбрехт Фегезак и три брата его, сыновья рижского бургомистра Готтхарда фон Фегезака, 3 Февраля 1598 года получили дворянство от Сигизмунда III. Род внесен в Лифляндский матрикул в 1742 году.
Георг фон Фегезак, сын Альбрехта, и четыре его племянника получили 19 июля 1651 года индигенат, с сохранением прежнего своего имени (с приставкой «фон») и герба.
- Фегезак, Иван Захарович фон — (1720—1774) — офицер Российской империи, комендант крепости Ставрополь.
- Фегезак, Оттон Мориц (1807—1874) — дипломат Российской империи, тайный советник, камергер.

## Описание герба
Щит рассечен и полупересечен. В левом голубом поле обнаженный муж с дубовыми ветками на голове и чреслах, держащий в левой приподнятой руке пустой холщовый мешок. В левом верхнем красном поле возникающий золотой лев. В левом нижнем серебряном поле две голубых садовых лилии на зеленых стеблях с листочками, крестообразно растущих из зеленой земли.
Щит увенчан повернутым дворянским шлемом с серебряным бурелетом. с голубым и красным витками. Нашлемник — возникающий золотой лев. Намет дважды пересеченный голубым по красному, подложен серебром.